# Río Kabompo
El río Kabompo es un río del África austral, uno de los principales afluentes del curso superior del río Zambeze. Tiene una longitud total de 440 km.

## Geografía
El río Kabompo fluye en su totalidad en Zambia, naciendo al este de la fuente del Zambezi, en la provincia del Noroeste, a lo largo de la divisoria de aguas entre las cuencas del Zambeze y del río Congo, que también forma la frontera entre Zambia y la República Democrática del Congo.
El río fluye en dirección suroeste a través de las ecorregiones de sabana arbolada de miombo del Zambeze central y de la remota de bosque seco del Zambeze, con el parque nacional Lunga occidental en su ribera oeste. Después de pasar la ciudad de Kabompo (51 904 hab. en 2000), que le da nombre, desarrolla una llanura aluvial pantanosa de hasta 5 km de ancho. El ferry de Kabompo, un ferry de pontones en su curso inferior, lleva la principal carretera de grava de dirección norte-sur en el lado oriental del Zambezi. El río entra desagua en el Zambezi al norte de la ciudad de  Lukulu (68 375 hab. en 2000) en el extremo norte de la llanura inundable Barotse.
Sus principales afluentes son el río Lunga Occidental, que fluye desde el norte, y el río Dongwe, desde el este.
- Datos: Q164993
- Multimedia: Kabompo River / Q164993